# كهوف سيتينغ بول كريستال
كهوف سيتينغ بول كريستال (بالإنجليزية: Sitting Bull Crystal Caverns)‏؛ هي مجموعة من الكهوف التي تقع في مقاطعة بنينغتون في الولايات المتحدة.

## السياحة
تعد «كهوف سيتينغ بول كريستال» إحدى مواقع الجذب السياحي في مقاطعة بنينغتون في ولاية داكوتا الجنوبية الأمريكية.